# Schattenwährung
Der Begriff Schattenwährung ist ein Terminus, welcher die Währung einer Branche bezeichnet, welche nicht die offizielle Währung des dazugehörigen Staates bzw. Zusammenschlusses mehrerer ist. Sie weicht somit vom gesetzlichen Zahlungsmittel der Region ab.

## Vorteil
Die Schattenwährung ermöglicht es der Bevölkerung, an Güter oder Dienstleistungen zu gelangen, für welche die Landeswährung nicht ausreicht. Eine Schattenwährung in Form einer sehr verbreiteten Währung wie Dollar oder Euro (früher Deutsche Mark, besonders während und nach den Kriegen auf dem Balkan) kommt auch häufig zum Einsatz, wenn die landesübliche Währung starker Inflation unterliegt.

## Nachteil
Die Schattenwährung verdrängt die eigene Landeswährung in bestimmten Wirtschaftsbereichen beträchtlich, was das BIP des emittierenden Staates erheblich schwächen kann.

## Beispiel
In Kuba besaßen etwa eine Million Menschen bereits vor 1993 illegal US-Dollar. Exilkubaner schickten Geld in Form der amerikanischen Währung in die isolierte Sozialwirtschaft, um dort ihre Verwandten zu begünstigen. 1993 wurde der US-Dollar legalisiert und ist seither offizielle kubanische Parallelwährung.